# 吕米尼 (索姆省)
吕米尼（法語：Rumigny，法語發音：[ʁymiɲi]）是法国上法蘭西大區索姆省的一个市镇，属于亚眠区。

## 地理
吕米尼（49°48'27"N, 2°16'47"E）面积7.83 平方千米，位于法国上法蘭西大區索姆省，该省份为法国北部沿海省份，北起加来海峡省和北部省，西接滨海塞纳省和大西洋英吉利海峡，南至瓦兹省，东临埃纳省。
与吕米尼接壤的市镇（或旧市镇、城区）包括：格拉特庞什、埃贝库尔、奥雷莫、桑昂纳米耶努瓦、圣菲西安、圣索夫略。

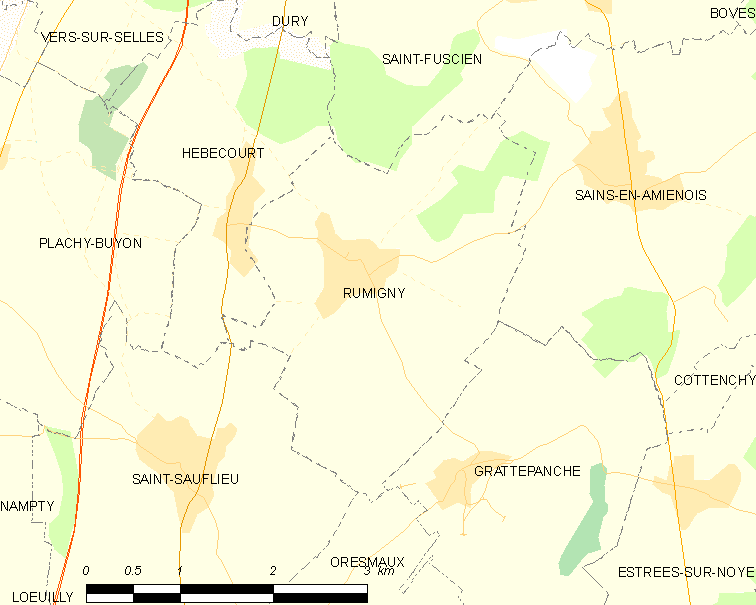
的OSM定位图

吕米尼的时区为UTC+01:00、UTC+02:00（夏令时）。

## 行政
吕米尼的邮政编码为80680，INSEE市镇编码为80690。

## 政治
吕米尼所属的省级选区为亚眠第六县。

## 人口

1962-2008年间人口变化图示

吕米尼于2022年1月1日时的人口数量为623人。